# Alexander Thynn, 7.º Marquês de Bath
Alexander Thynn, 7.º Marquês de Bath (Londres, 6 de maio de 1932 - Bath, 4 de abril de 2020), denominado Visconde Weymouth entre 1946 e 1992, foi um político, artista e autor inglês. Foi classificado em 359º no Sunday Times Rich List 2009, com uma riqueza estimada em 157 milhões de euros.
Morreu em 4 de abril de 2020, vítima das complicações do COVID-19, aos 87 anos.